# Aya Kyogoku
Pour les articles homonymes, voir Kyogoku (homonymie).
Aya Kyogoku (京極 あや), née vers 1981, est une réalisatrice et productrice de jeux vidéo japonaise. Elle est l'actuelle directrice du groupe n°5 de Planning and Development (EPD) de Nintendo qui supervise les franchises Animal Crossing, Splatoon et Wii Sports. Kyogoku est surtout connue pour son travail sur Animal Crossing, où elle a alternativement été productrice, réalisatrice et superviseur depuis 2008. Elle promeut la présence des femmes dans les équipes de développement de jeux vidéos.

## Biographie
Kyogoku commence sa carrière en 2000 dans la société de jeux vidéo Atlus avant de rejoindre Nintendo en septembre 2003. Chez Nintendo, Kyogoku travaille en tant que scénariste sur The Legend of Zelda: Four Swords Adventures et The Legend of Zelda: Twilight Princess, puis en tant que directrice de séquences sur le jeu 2008 Animal Crossing: City Folk, où elle est responsable de tous les éléments relatifs au comportement et au dialogue de l'animal, comme l'écriture du script. 
Kyogoku et Isao Moro ont été directeurs de Animal Crossing: New Leaf, la suite de City Folk en 2012, faisant de Kyogoku la première femme à diriger un jeu vidéo chez Nintendo Entertainment Analysis & Development (EAD).  Après la performance moyenne critique et commerciale de City Folk, Kyogoku cherche à « revenir aux racines de la série » avec New Leaf. Elle remarque qu'elle est souvent la seule femme des équipes de développement et décide avec Katsuya Eguchi, la productrice de New Leaf, de recruter une équipe à moitié féminine. Elle encourage toutes les personnes de l'équipe de développement, quel que soit leur rôle dans le projet, à apporter des idées pour le jeu.  New Leaf  sera vendu à plus de 12 millions d'exemplaires et classé comme l'un des meilleurs jeux des années 2010 par IGN et Polygon. Kyogoku attribue le succès du jeu à la diversité de l'équipe, déclarant : « lorsque vous essayez de créer quelque chose qui plaira à de nombreux types de personnes, j'ai constaté à quel point il est bénéfique d'avoir de la diversité dans l'équipe. »
En 2015, Kyogoku produit le titre dérivé d'Animal Crossing: Happy Home Designer et est le directeur du titre de la série principale 2020 Animal Crossing: New Horizons. 
En 2019, elle est nommée directrice du groupe de production n °5 de Nintendo Entertainment Planning & Development (EPD). Jamais aucune femme n'avait atteint un grade aussi élevé au sein de l’entreprise japonaise.

## Travaux

### Atlus
- deSPIRIA (2000, Dreamcast) - Assistant planificateur[7]
- Wizardry: Tale of the Forsaken Land (2001, PlayStation 2) - Assistant réalisateur[8]

### Nintendo
- The Legend of Zelda: Four Swords Adventures (2004, Gamecube ) - Scénariste
- La légende de Zelda: Twilight Princess (2006, Wii ) - Scénariste
- Animal Crossing: City Folk (2008, Wii) - Directeur de séquence
- Animal Crossing: New Leaf (2012, Nintendo 3DS ) - Réalisateur (avec Isao Moro)
- Animal Crossing Plaza (2013, Wii U ) - Producteur [9]
- Animal Crossing: Happy Home Designer (2015, Nintendo 3DS) - Producteur[10]
- Animal Crossing: amiibo Festival (2015, Wii U) - Réalisateur
- Animal Crossing: New Leaf - Welcome Amiibo (2016, Nintendo 3DS) - Producteur
- Animal Crossing: Pocket Camp (2017, iOS / Android ) - Superviseur[11]
- Animal Crossing: New Horizons (2020, Nintendo Switch) - Réalisateur